# Themus durantoni
Themus durantoni es una especie de coleóptero de la familia Cantharidae.

## Distribución geográfica
Habita en Malasia.